# ليوناردو إنكورفيا
ليوناردو فرانسيسكو إنكورفيا (بالإسبانية: Leonardo Francisco Incorvaia)‏ (ولد في 26 يونيو 1992 في الأرجنتين) لاعب كرة قدم أرجنتيني يجيد اللعب في مركز قلب الدفاع كما يجيد اللعب في مركز الظهير الأيمن. يلعب حاليا لصالح تيمبيرلي الذي ينافس في دوري الدرجة الثانية الأرجنتيني منذ 2022.

## المسيرة الرياضية
في 1 يوليو 2015 بدأ مسيرته الرياضية في فيرو كاريل أويستي الأرجنتيني. ساهم في احتلال فيرو المركز الثالث في بطولة دوري الدرجة الثانية ولكنه خسر في الدور النصف النهائي من تصفيات الصعود. في الموسم التالي احتل فيرو المركز الخامس عشر وبقي في الدرجة الثانية.
في 30 يناير 2017 قرر إنكورفيا الموافقة على الانتقال المجاني إلى سلايما واندريرز المالطي لما تبقى من الموسم 2016-2017. احتل سلايما واندريرز المركز السادس في الدوري المالطي الممتاز 2016–17 وبالتالي فشل في التأهل إلى أحد البطولات القارية. أما في بطولة كأس الاتحاد المالطي فقد ساهم إنكورفيا في وصول سلايما واندريرز إلى المباراة النهائية حيث خسر من فلوريانا 0-2.
في 1 يوليو 2017 انتقل إنكورفيا في صفقة انتقال حر إلى أوركويزا في الدرجة الثالثة. في موسم 2017-2018 ساهم في احتلال أوركويزا المركز الثامن وفشل في الصعود إلى الدرجة الثانية.
في 11 يناير 2019 انتقل إنكورفيا في صفقة انتقال حر إلى مونز كالب من جبل طارق حتى نهاية موسم 2018-2019. ساهم في احتلال مونز كالب المركز الرابع وفشل في التأهل إلى إحدى البطولات القارية. أيضا ساهم في وصول مونز كالب إلى الدور النصف النهائي في بطولة كأس جبل طارق حيث خسر من جبل طارق يونايتد بهدف نظيف.
في 17 يوليو 2019 انتقل إنكورفيا في صفقة انتقال حر إلى شيون الإيطالي. بسبب تواضع المستوى الذي قدمه في المجموعة الثالثة من الدرجة الرابعة فقد تم فسخ عقده في 3 ديسمبر 2019.
في 5 يناير 2020 انتقل إنكورفيا في صفقة انتقال حر إلى موشوك رونا الإكوادوري. ساهم إنكورفيا في تثبيت فريقه في الدرجة الممتازة بعدما جمع 31 نقطة من 30 مباراة بفارق نقطة واحدة عن الفريق الهابط إلى الدرجة الثانية.
في 16 فبراير 2021 انتقل إنكورفيا في صفقة انتقال حر إلى إزيدرو ميتابان السلفادوري. ساهم إنكورفيا في وصول إزيدرو ميتابان إلى الدور الربع النهائي حيث خسر من لويس أنخيل فيربو 1-4 في مجموع المباراتين. تم فسخ عقد إنكورفيا مع إزيدرو ميتابان في 1 يونيو 2021.
في 2 يوليو 2021 انتقل إنكورفيا في صفقة انتقال حر إلى الرفاع الشرقي البحريني. في بطولة الدوري الممتاز ساهم في جمع فريقه 18 نقطة من 10 مباريات محتلا المركز الرابع. وفي بطولة كأس ملك البحرين ساهم في وصول فريقه إلى الدور النصف النهائي عندما تغلب على المنامة بركلات الترجيح في الدور الربع النهائي. وفي بطولة كأس الاتحاد البحريني ساهم في جمع فريقه 17 نقطة من 12 مباراة. وفي بطولة كأس السوبر البحريني خسر فريقه من الرفاع 4-5 بركلات الترجيح. تم فسخ العقد بين الطرفين في 7 فبراير 2022.
في 8 فبراير 2022 انتقل إنكورفيا من الرفاع الشرقي إلى تيمبيرلي (الدرجة الثانية الأرجنتيني) في صفقة انتقال حر.

## الإحصائيات

### الأندية
| النادي         | الموسم         | الدوري         | الدوري  | الدوري  | الكأس الوطني | الكأس الوطني | كأس الدوري | كأس الدوري | أخرى    | أخرى    | المجموع | المجموع |
| النادي         | الموسم         | الدرجة         | مباريات | الأهداف | مباريات      | الأهداف      | مباريات    | الأهداف    | مباريات | الأهداف | مباريات | الأهداف |
| -------------- | -------------- | -------------- | ------- | ------- | ------------ | ------------ | ---------- | ---------- | ------- | ------- | ------- | ------- |
| الرفاع الشرقي  | 2021-22        | الدوري الممتاز | 5       | 0       | 2            | 0            | 0          | 0          | 0       | 0       | 7       | 0       |
| الإجمالي الكلي | الإجمالي الكلي | الإجمالي الكلي | 5       | 0       | 2            | 0            | 0          | 0          | 0       | 0       | 7       | 0       |